# Flagge von Nunavut
Die Flagge von Nunavut ist das Ergebnis verschiedener Entwürfe eines Wettbewerbs. Sie wurde am 1. April 1999 eingeführt, am Tag der Gründung des neuen Territoriums.
Die Flagge ist gelb-weiß gespalten, mit einem roten Inuksuk in der Mitte. In der Kultur der Inuit ist der Inuksuk ein Gegenstand, der die Menschen leitet bzw. sakrale und andere spezielle Orte markiert.
Der Stern im oberen Flugteil stellt den Niqirtsuituq (Polarstern) dar und ist traditionell eine Navigationshilfe und ein unveränderliches Symbol für die Führung der Ältesten in der Gemeinschaft. Die fünf Zacken des Sterns stehen für die fünf Eskimo-Stämme: Inuit (Kanada), Inuvialuit (Kanada), Kalaallit (Grönland), Inupiaq (Alaska) und Jupikyt (Russland).
Die Farben Blau und Gold (bzw. Gelb) sind die bevorzugten Farben, um den Reichtum des Landes, der See und des Himmels zu symbolisieren; Rot ist ein Bezug auf Kanada.